# Бекболотов, Бактыбек Асанкалиевич
Бактыбек Асанкалиевич Бекболотов (род. 15 октября 1964) — министр обороны Кыргызской Республики с 6 сентября 2021 года, генерал-лейтенант Вооружённых сил Кыргыз Республика.

## Биография
Уроженец села Тюп. Кыргыз племени бугу.
Окончил среднюю школу, в 1983—1985 годах служил в Среднеазиатском военном округе. Окончил в 1989 году Ленинградское высшее артиллерийское командное училище.
Проходил воинскую службу в 1989—1992 годах в Западной группе войск как командир артиллерийского взвода и батареи. С 1992 по 1999 годы занимал пост командира артиллерийской батареи, начальника штаба, командира дивизиона, начальника артиллерии, командира артиллерийского полка и военного коменданта гарнизона Вооружённых сил Киргизии.
В 1999—2001 годах — слушатель Военного артиллерийского университета в Петербурге. В 2001—2007 годах — начальник артиллерии соединения и командир отдельной части, в 2007—2008 годах — начальник оперативного отдела. Занимал пост первого заместителя командующего — начальника штаба Национальной гвардии — с 24 июля 2008 по 13 ноября 2009 года. С 2012 по 2014 год — начальник Военного института Вооружённых сил Киргизской Республики.
В 2014—2015 годах прошёл полный курс обучения в Военной академии Генерального штаба Вооружённых сил Российской Федерации. По её окончании назначен командиром 8-й гвардейской мотострелковой дивизии имени Героя Советского Союза генерал-майора И. В. Панфилова. В 2017 году назначен начальником штаба — первым заместителем командующего Сухопутными войсками Киргизской Республики, позже вышел на пенсию. Занимал должность председателя правления АО «Бишкекский машиностроительный завод».
6 сентября 2021 года указом Президента  Киргизской Республики назначен министром обороны  Киргизской Республики , сменив на этом посту генерал-лейтенанта Таалайбека Омуралиева. На момент назначения на должность имел звание полковника, в генерал-майоры произведён 7 сентября 2021 года. Вместе с другими членами Кабинета министров получил вотум доверия от парламента (Жогорку Кенеш) 13 октября 2021 года и принёс присягу в тот же день.
Пресса связывала назначение Бекболотова с ростом напряжённости в регионе, вызванной захватом талибами власти в Афганистане: этим было также обосновано и решение о проведении учений «Рубеж-2021».

## Награды
- Отмечен рядом государственных наград Киргизии[1].
- Орден Дружбы (2024 год, Россия)[10].
- Медаль «За укрепление боевого содружества» министерства обороны России 17 июля 2014 года[3] — за большой личный вклад в укрепление боевого содружества и содействие в решении задач, возложенных на Вооруженные Силы Российской Федерации[11].